# اوسانگات
اوسانگات (به اسپانیایی: Ausangate) یک کوه در پرو است که در منطقه کوزکو واقع شده‌است. اوسانگات ۶٬۳۸۴ متر بالاتر از سطح دریا واقع شده‌است.